# Spielfeld (Gemeinde Straß in Steiermark)
Spielfeld (slowenisch: Špilje) ist eine ehemalige Gemeinde mit 968 Einwohnern (Stand: 1. Jänner 2014) in der südlichen Steiermark (Bezirk Leibnitz) und ist Mitgliedsgemeinde des Naturparks Südsteirisches Weinland. Der Grenzübergang Spielfeld (Pyhrn Autobahn und Grazer Straße) gilt als der größte Grenzübergang zwischen Österreich und Slowenien.
Im Rahmen der Gemeindestrukturreform in der Steiermark wurde Spielfeld mit 1. Jänner 2015 mit den Gemeinden Straß in der Steiermark, Obervogau und Vogau zusammengeschlossen. Die neue Gemeinde führte 2015 den Namen Straß-Spielfeld, seit 2016 den Namen der ehemaligen Gemeinde Straß in Steiermark. Grundlage dafür war das Steiermärkische Gemeindestrukturreformgesetz – StGsrG.

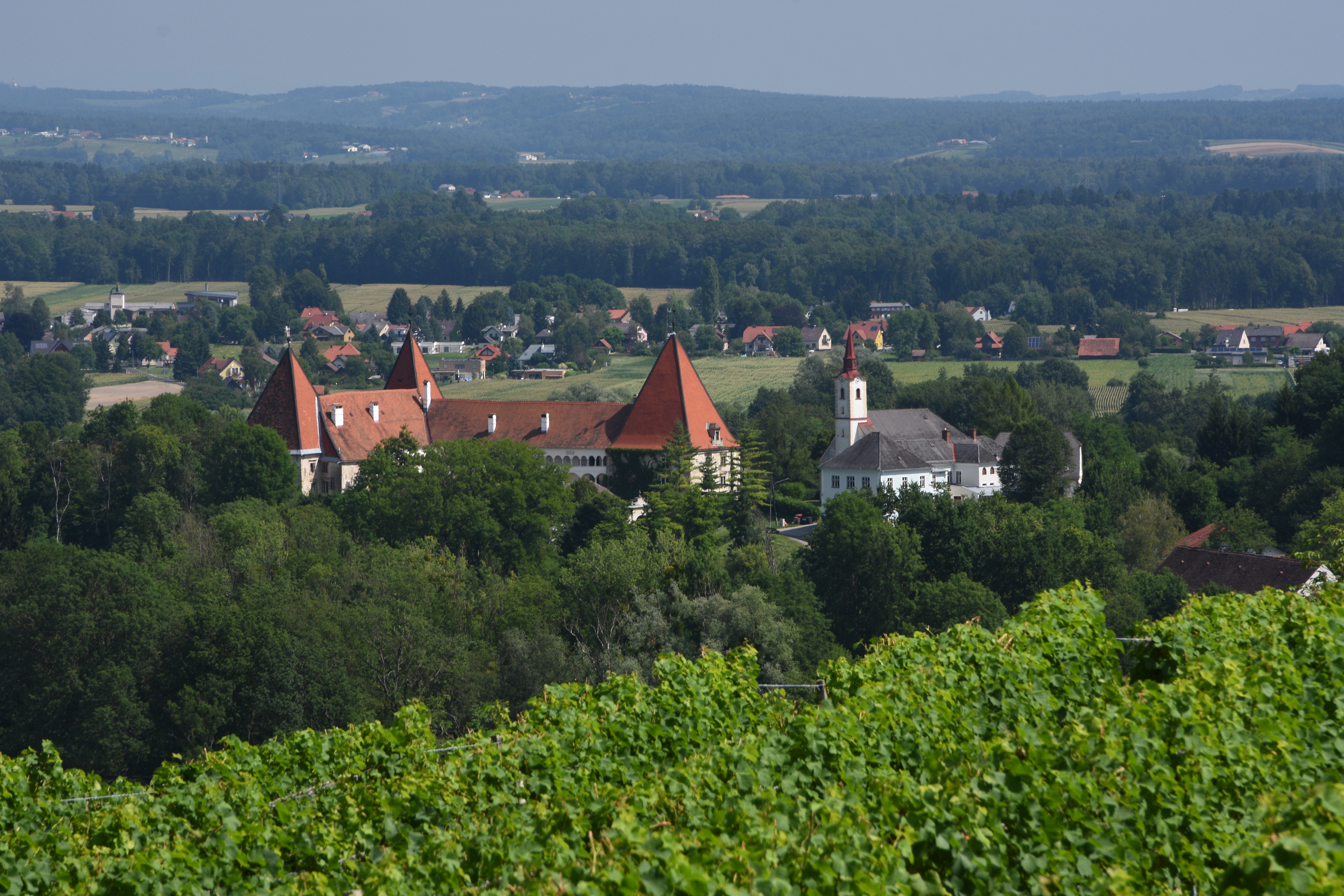
Spielfeld

## Geografie
Die ehemalige Gemeinde liegt in der Südsteiermark im Bezirk Leibnitz an der Grenze zu Slowenien.

Nachbargemeinden waren Berghausen, Ehrenhausen, Straß sowie Kungota und Šentilj in Slowenien.

### Gliederung
Die ehemalige Gemeinde gliedert sich in folgende Ortschaften (in Klammern Einwohnerzahl Stand 1. Jänner 2025):
- Graßnitzberg (186)
- Obegg (35)
- Spielfeld (698)

Die ehemalige Gemeinde besteht aus den Katastralgemeinden (Fläche Stand 31. Dezember 2023):
- Graßnitzberg (272 ha)
- Obegg (144,78 ha)
- Spielfeld (595,26 ha)

## Geschichte
Spielfeld wurde erstmals 1170 als „Ulenberg Sancti Mychaelis“ erwähnt, was Berg eines Ulen (= Ulrich) bedeutet, wobei Berg auf die felsige Anhöhe deutet, an deren Fuß die Michaeliskirche steht.
1825 zählte Spielfeld 423 Einwohner. Nach dem Ersten Weltkrieg besetzten serbische Truppen den Ort. 1919 war die Bahnlinie Spielfeld – Radkersburg eine Zeit lang die Grenze zu Jugoslawien. Erst am 29. Juli 1919 wurde Spielfeld durch die Zuteilung zu Deutsch-Österreich wieder befreit. Die endgültige Festsetzung der Staatsgrenze erfolgte 1921.
Nach dem Ende des Zweiten Weltkrieges, den Spielfeld relativ heil überstand, kamen als Besatzungsmächte Russen, Bulgaren und Titotruppen, bis der Ort später zur britischen Sperrzone erklärt wurde. Am 23. Dezember 1947 zog auch die britische Besatzung ab.
1953 wurden die Verhandlungen mit Jugoslawien über Doppelbesitz abgeschlossen und der kleine Grenzverkehr eröffnet. Slowenien und Österreich bemühten sich, die nachbarlichen Beziehungen zu fördern.
Im November 2015 gab das österreichische Innenministerium angesichts der Flüchtlingskrise bekannt, dass Österreich einen rund vier Kilometer langen und 2,20 Meter hohen Grenzzaun errichten und Vorbereitungen für die Aufstellung eines 25 km langen Zauns treffen werde.
Ende Dezember 2015 begrüßte Reinhold Höflechner, Bürgermeister von Straß-Spielfeld, dass in Spielfeld ein Sperrzaun errichtet wird, um den Übergang ankommender Geflüchteter innerhalb der Zone des neuen zentralen Verteilzentrums zu gewährleisten.

## Kultur und Sehenswürdigkeiten

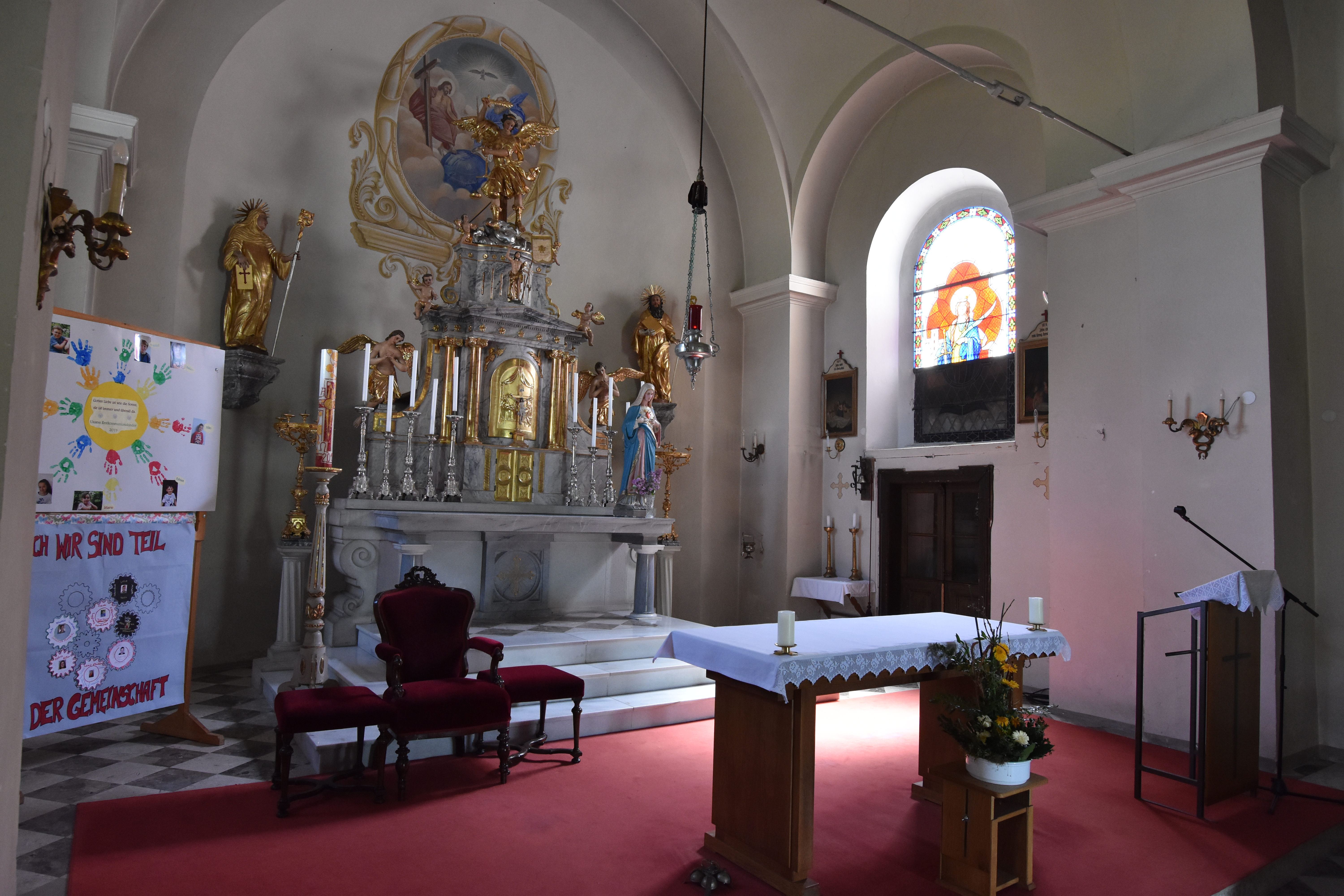
Der Altarraum der Pfarrkirche

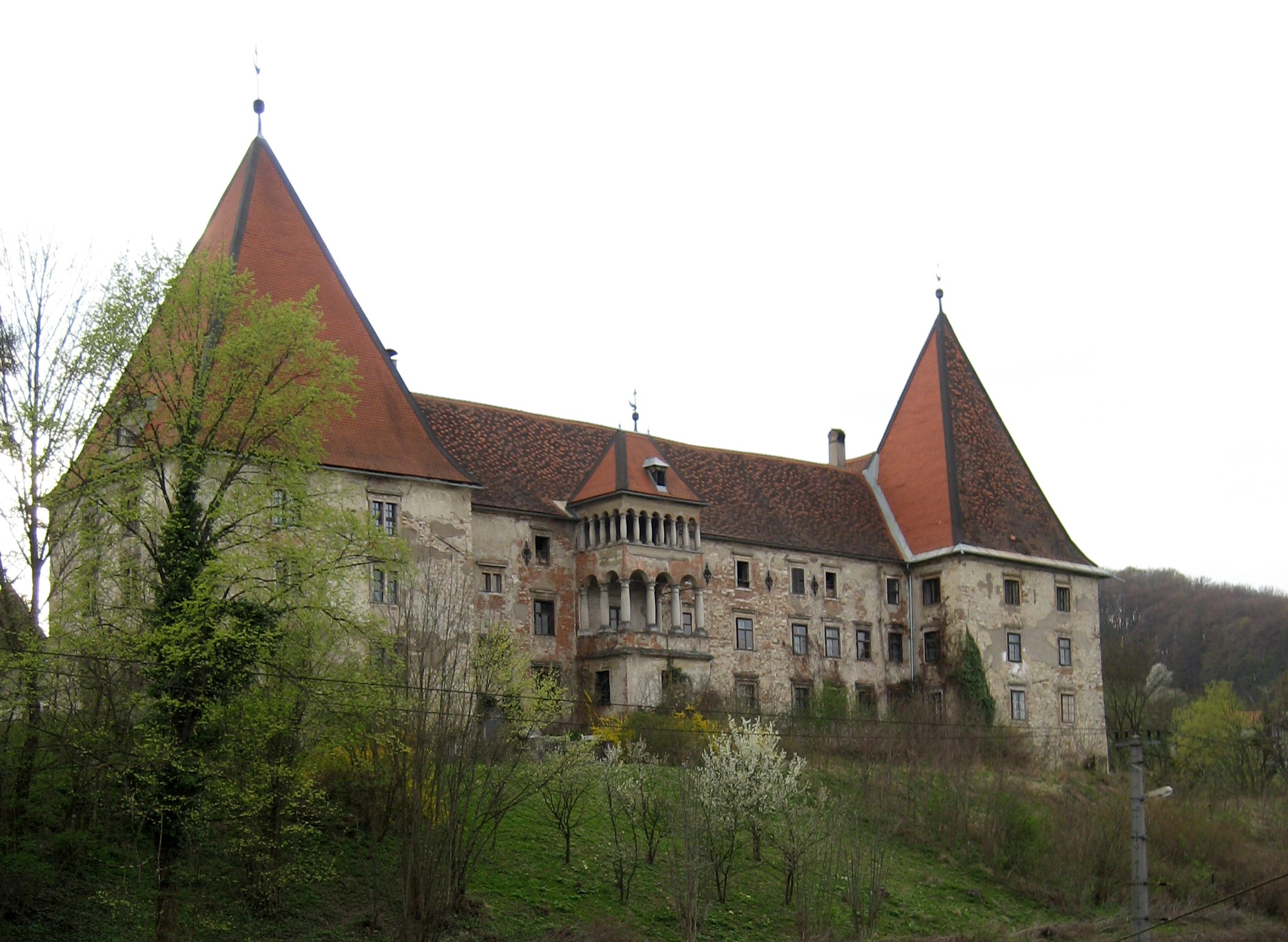
Schloss Spielfeld

- Katholische Pfarrkirche Spielfeld hl. Michael

## Wirtschaft und Infrastruktur

### Verkehr
Durch das Gemeindegebiet führen die Pyhrn Autobahn A 9 (Graz – Maribor) mit dem Grenzübergang Spielfeld (slow. Špilje) / Šentilj (dt. St. Egidi) sowie die Landesstraßen B 69 Südsteirische Grenz Straße und B 67 Grazer Straße.
Auch die österreichische Südbahn (seit 1956 eingleisig, Vollausbau in Arbeit) hat hier seit 1918 den Grenz-Bahnhof Spielfeld-Straß (km 257,915). Neben dem internationalen Fernverkehr verkehrt hier die S-Bahn Steiermark mit S5 (Graz – Spielfeld) und S51 (Bahnstrecke Spielfeld-Straß – Radkersburg).
Durch Spielfeld verläuft außerdem der Südalpenweg, ein österreichischer Weitwanderweg.

## Politik der ehemaligen Gemeinde

### Gemeinderat
Der am 31. Dezember 2014 aufgelöste Gemeinderat bestand nach der Gemeinderatswahl 2010 aus: 4 SPÖ, 3 ÖVP und 2 Liste „Spielfeld Unabhängig“.

### Bürgermeister
- 1999–Jahr Heidrun Walther (SPÖ)
- Letzter Bürgermeister der selbständigen Gemeinde war Ewald Schantl (SPÖ).

### Partnergemeinden
- Kungota (Kunigund), Nachbargemeinde in Slowenien
- Šentilj (St. Egidi), Nachbargemeinde in Slowenien, seit 1. Mai 2004

## Persönlichkeiten
- Franz Attems (1848–1919), Gutsbesitzer und Abgeordneter zum Österreichischen Abgeordnetenhaus
- Josef Lampel (1850–1924), Archivar und Historiker
- Heinrich Moritz von Attems-Heiligenkreuz (1852–1926), k. u. k. Geheimer Rat und General
- Heidrun Walther (* 1952), Politikerin
- Andrea Stift (* 1976), Schriftstellerin

## Sonstiges
- Im Jahr 2016 hat die Arbeitsgemeinschaft für Kartographische Ortsnamenkunde ähnlich dem Wort des Jahres erstmals einen Ortsnamen des Jahres gekürt. Es wurde Spielfeld als Synonym für das Dilemma Österreichs und Europas, einen Mittelweg zwischen menschlicher Hilfsbereitschaft gegenüber Flüchtlingen und praktischen Erfordernissen zu finden, wie die Begründung lautet, gewählt.[7]

- Im November 2017 erhielten die in Deutschland studierenden Österreicherinnen Kristina Schranz und Caroline Spreitzenbart für ihren Kurzdokumentarfilm Spielfeld über Grenzmanagement-Systeme den Nachwuchspreis des Landes Nordrhein-Westfalen.[8]

- Im Juli 2022 erschien im Grazer Kollektiv Verlag ein mehrsprachiger Gedichtband namens Spielfeld mit Texten der österreichisch-jugoslawischen Autorin Olja Alvir. Die Texte nehmen Bezug auf Spielfeld als Grenzübergang und Erinnerungsort für migrantische Communities in Österreich.[9]